# Negeri Sembilan
Negeri Sembilan (phát âm tiếng Mã Lai: [ˈnəgəri səmbiˈlan]) là một trong 13 bang của Malaysia, nằm tại duyên hải phía tây của Malaysia bán đảo, ngay phía nam của Kuala Lumpur và giáp với Selangor tại phía bắc, Pahang tại phía đông, và Malacca cùng Johor tại phía nam.
Tên gọi của bang được cho là bắt nguồn từ chín (sembilan) làng (nagari) trong ngôn ngữ Minangkabau. Những đặc trưng của dân tộc Minangkabau vẫn hiện diện trong kiến trúc truyền thống và phương ngôn Mã Lai được nói tại bang.
Không giống như các quân chủ kế tập tại các bang Mã Lai khác, quân chủ của Negeri Sembilan được gọi là Yang di-Pertuan Besar thay vì là Sultan. Việc bầu quân chủ cũng là độc nhất, ông ta được bầu bởi hội đồng gồm các tù trưởng lãnh đạo bốn huyện lớn nhất là Sungai Ujong, Jelebu, Johol, và Rembau. Negeri Sembilan cũng là bang Mã Lai duy nhất có xã hội phần lớn mang tính mẫu hệ, đặc điểm này do người Minangkabau đưa tới.
Thủ phủ của Negeri Sembilan là Seremban. Thủ phủ vương thất là Seri Menanti tại huyện Kuala Pilah. Các đô thị quan trọng khác là Port Dickson và Nilai.

## Lịch sử
Người Minangkabau từ Sumatra định cư tại Negeri Sembilan trong thế kỷ 14 dưới sự bảo trợ của Vương quốc Malacca, sau đó nằm dưới sự bảo trợ của quốc gia kế thừa là Vương quốc Johor. Negeri Sembilan là bang duy nhất tại Malaysia thực hành phong tục mẫu hệ vốn được người Minangkabau đưa đến. Do Johor suy yếu trong thế kỷ 18, các cuộc tấn công của người Bugis buộc người Minangkabau phải tìm cách bảo vệ quê hương mình. Quân chủ người Minangkabau tại Sumatra là Sultan Abdul Jalil buộc phải phái một người họ hàng là Raja Melewar đến khu vực. Khi Raja Melewar đến, ông ta phát hiện Raja Khatib đã tự lập làm quân chủ. Raja Melewar tuyên chiến chống Raja Khatib và trở thành quân chủ đầu tiên của Negeri Sembilan. Sultan của Johor xác nhận vị thế của Raja Melewar bằng việc ban tước hiệu Yang di-Pertuan Besar Negeri Sembilan vào năm 1773. Sau khi Raja Melewar từ trần, một loạt tranh chấp nổi lên quanh vấn đề kế vị, thường dẫn đến bất ổn và nội chiến.
Năm 1873, người Anh can thiệp quân sự trong nội chiến tại Sungai Ujong nhằm đảm bảo lợi ích kinh tế của Anh, và đặt quốc gia này dưới quyền kiểm soát của một Công sứ Anh. Điều tương tự diễn ra với Jelebu vào năm 1886, và với các quốc gia còn lại vào năm 1895. Năm 1897, khi Các quốc gia Mã Lai Liên hiệp được thành lập, Sungai Ujong và Jelebu được hợp nhất trong một liên minh của các tiểu quốc và được gọi với tên cũ là Negeri Sembilan, đặt dưới quyền kiểm soát của một Công sứ duy nhất và trở thành một thành viên của Các quốc gia Mã Lai Liên hiệp.
Số lượng tiểu quốc trong Negeri Sembilan dao động theo thời gian, từng phải nhượng Naning cho Malacca, Kelang cho Selangor, và Segamat cho Johor.
Negeri Sembilan bị Nhật Bản chiếm đóng trong Chiến tranh thế giới thứ hai, từ 1942 đến 1945, và gia nhập Liên bang Malaya vào năm 1948, và trở thành một bang của Malaysia vào năm 1963.

## Nhân khẩu
| Tôn giáo tại Negeri Sembilan - Điều tra 2010 | Tôn giáo tại Negeri Sembilan - Điều tra 2010 | Tôn giáo tại Negeri Sembilan - Điều tra 2010 | Tôn giáo tại Negeri Sembilan - Điều tra 2010 | Tôn giáo tại Negeri Sembilan - Điều tra 2010 |
| -------------------------------------------- | -------------------------------------------- | -------------------------------------------- | -------------------------------------------- | -------------------------------------------- |
| Tôn giáo                                     | Tôn giáo                                     |                                              | Tỷ lệ                                        | Tỷ lệ                                        |
| Hồi giáo                                     | Hồi giáo                                     |                                              | 60.3%                                        | 60.3%                                        |
| Phật giáo                                    | Phật giáo                                    |                                              | 21.2%                                        | 21.2%                                        |
| Hindu                                        | Hindu                                        |                                              | 13.4%                                        | 13.4%                                        |
| Công giáo                                    | Công giáo                                    |                                              | 2.4%                                         | 2.4%                                         |
| Vô thần                                      | Vô thần                                      |                                              | 1.1%                                         | 1.1%                                         |
| Không tôn giáo                               | Không tôn giáo                               |                                              | 0.8%                                         | 0.8%                                         |
| Tôn giáo truyền thống Trung Hoa              | Tôn giáo truyền thống Trung Hoa              |                                              | 0.5%                                         | 0.5%                                         |
| Khác                                         | Khác                                         |                                              | 0.3%                                         | 0.3%                                         |

Negeri Sembilan có bảy huyện.
| Thứ tự | Huyện        | Dân số (2010) |
| ------ | ------------ | ------------- |
| 1      | Seremban     | 555.935       |
| 2      | Jempol       | 116.576       |
| 3      | Port Dickson | 115.361       |
| 4      | Tampin       | 84.889        |
| 5      | Kuala Pilah  | 66.092        |
| 6      | Rembau       | 43.011        |
| 7      | Jelebu       | 39.200        |

Negeri Sembilan có dân số 1.021.064 theo điều tra năm 2010. Thành phần dân tộc: Người Mã Lai 57,8%, người Hoa 21,9%, người Ấn 14,3%, các dân tộc khác chiếm 0,35%.